# Laphria philippinensis
Laphria philippinensis är en tvåvingeart som beskrevs av Günther Enderlein 1914. Laphria philippinensis ingår i släktet Laphria och familjen rovflugor. Inga underarter finns listade i Catalogue of Life.